# Selección de rugby de Bahamas
La selección de rugby de Bahamas, es la seleccionado bahameño de rugby representado por la unión de ese país.

## Palmarés
- RAN Cup (1): 2015

## Participación en copas
| - no ha clasificado - Caribbean Championships 1969: 2º puesto - Caribbean Championships 1971: ? - Caribbean Championships 1975: ? - Caribbean Championships 1996: ? - Caribbean Championships 1998: 4º puesto (último) - Caribbean Championships 1999: ? - Tour de Islas Caimán 1999: perdió (0 - 1) - Tour de IVB 2010: ganó (1 - 0) - Tour a USA South 2016: perdió (0 - 1) | - NACRA Championship 2001: 5º puesto - NACRA Championship 2005: 2º puesto - NACRA Championship 2008: 5º puesto - NACRA Championship 2011: 2º en el grupo - NACRA Championship 2012: 3º en el grupo - NACRA Championship 2013: 2º en el grupo - RAN Championship 2016: 4º en el grupo - RAN Cup 2014: 3º en el grupo - RAN Cup 2015: 1º en el grupo - RAN Cup 2017: 2º en el grupo - RAN Cup 2018: no participó - RAN Cup 2019: no participó |